# Phillip Johnston
Phillip Johnston (* 22. Januar 1955) ist ein US-amerikanischer Musiker (u. a. Saxophonist, Pianist) des Avantgarde Jazz und Filmkomponist.

## Wirken
Phillip Johnston war während der 1980er Jahre Leiter des Microscopic Septet; Mitglied der Band war u. a. der junge John Zorn. Die Gruppe kombinierte moderne Ideen (ähnlich wie die Lounge Lizards) mit Bigband- und Swing-Klängen. Nach einer Schaffenspause von 1988 bis 1992 kehrte Johnston mit der Formation Big Trouble zurück auf die Jazzszene und nahm mit Bandmitgliedern wie David Hofstra und Marcus Rojas für das Jazzlabel Black Saint eine Reihe von Avantgarde Jazz Alben auf, wie „Phillip Johnsons Big Trouble“ oder „Flood on the Farm“. 1998 entstanden Arbeiten für Filme wie für den Doris-Dörrie-Film „Geld“, mit Gastmusikern wie Dave Douglas, Erik Friedlander und Mark Feldman, die auf dem Album „Film Works“ auf John Zorns Tzadik-Label veröffentlicht wurden.
Zuletzt verarbeitete Johnston mit dem Gitarristen Gary Lucas die musikalische Welt Captain Beefhearts („Fast'n'Bulbous“). Außerdem spielte Johnston im Duo mit dem Akkordeonisten Guy Klucevsek.

## Diskographische Hinweise
- Phillip Johnstons Big Trouble (Black Saint, 1992)
- Normalology (Koch, 1996) mit Richard Dworkin
- The Merry Frolics of Satan: The Georges Méliès Project (Koch, 1999)
- Friday the Thirteenth: The Micros Play Monk (Cuneiform, 2011)
- Phillip Johnston and the Greasy Chicken Orchestra: I Cakewalked with a Zombie (2023)